# یوزف فیشلر
یوزف فیشلر (انگلیسی: Joseph Fischler؛ زادهٔ) دوچرخه‌سوار اهل سوئیس است.